# Tętnice przeponowe górne
Tętnice przeponowe górne (łac. arteriae phrenicae superiores) – w anatomii człowieka grupa drobnych gałązek tętniczych odchodzących w dolnej części aorty piersiowej, należących do jej gałęzi ściennych. Zaopatrują lędźwiową część przepony. Tworzą zespolenia z tętnicą mięśniowo-przeponową i tętnicą osierdziowo przeponową od tętnicy piersiowej wewnętrznej.